# Aaviku (Laimjala)
Aaviku – wieś w Estonii, w prowincji Sarema, w gminie Laimjala.